# San Benedetto (IV secolo)
San Benedetto (III secolo – Cupra Marittima, 13 ottobre 304), fu un soldato protomartire cristiano del quale si conosce molto poco.

## Agiografia
Secondo la tradizione fu soldato della guarnigione romana di stanza a Cupra (l'attuale Cupra Marittima), oggetto di una delle ultime terribili ondate di persecuzione verso i cristiani, quella che fece seguito al quarto editto dell'imperatore Diocleziano nel 304.
Il soldato Benedetto, del quale si ignorano le origini, non abiurò la fede cristiana e, secondo la storia tramandata nei secoli, venne decapitato il giorno 13 ottobre (304) sul ponte del torrente Menocchia, e poi gettato nello stesso corso d'acqua per poi finire in mare. Qui, dopo aver percorso appena 4 miglia, finì su una spiaggia dove venne raccolto da un contadino che volle dargli degna sepoltura sul primo promontorio antistante. La tomba del martire divenne presto un luogo di culto e, attorno ad essa, nel tempo, si formò il nucleo originario dell'attuale San Benedetto del Tronto. Pare infatti che il luogo dell'iniziale tomba (catacomba) coincida con quello sul quale venne edificata la prima Pieve di San Benedetto sul sito della quale nel XVIII secolo è stata poi eretta l'attuale Chiesa abbaziale di San Benedetto Martire, al centro del Paese Alto, il nucleo più antico della moderna cittadina picena che dallo stesso Santo ha tratto il suo nome.
Le spoglie del santo sono conservate nella stessa chiesa e nel 2003 (diciassettesimo centenario dalla morte) sono state oggetto di una radiodatazione ad opera dell'Università del Salento che ha confermato, pur entro un intervallo di più o meno 50 anni, dettato dai limiti di precisione di questo tipo di indagine, che le ossa che ancora si conservano sono da attribuirsi ad un uomo morto verso il 300 d.C.
Le poche informazioni sul santo ci derivano dai resti di una lapide ancora presente nell'attuale chiesa e che si fa risalire all'epoca della costruzione della prima tomba, e a ciò che rimane della memoria di un ciclo di affreschi dell'antica pieve nella quale era rappresentata la storia del martirio e del ritrovamento delle spoglie così come tramandata nei secoli.

## Culto
San Benedetto, venerato con il titolo di martire, è il patrono di San Benedetto del Tronto e si festeggia il 13 ottobre. Forse per via della modalità del martirio, è invocato per i dolori e le malattie della testa.